# 주간기독교
주간기독교는 대한민국의 한국 그리스도선교재단에서 발행하는 신문이다.